# Carl Baermann

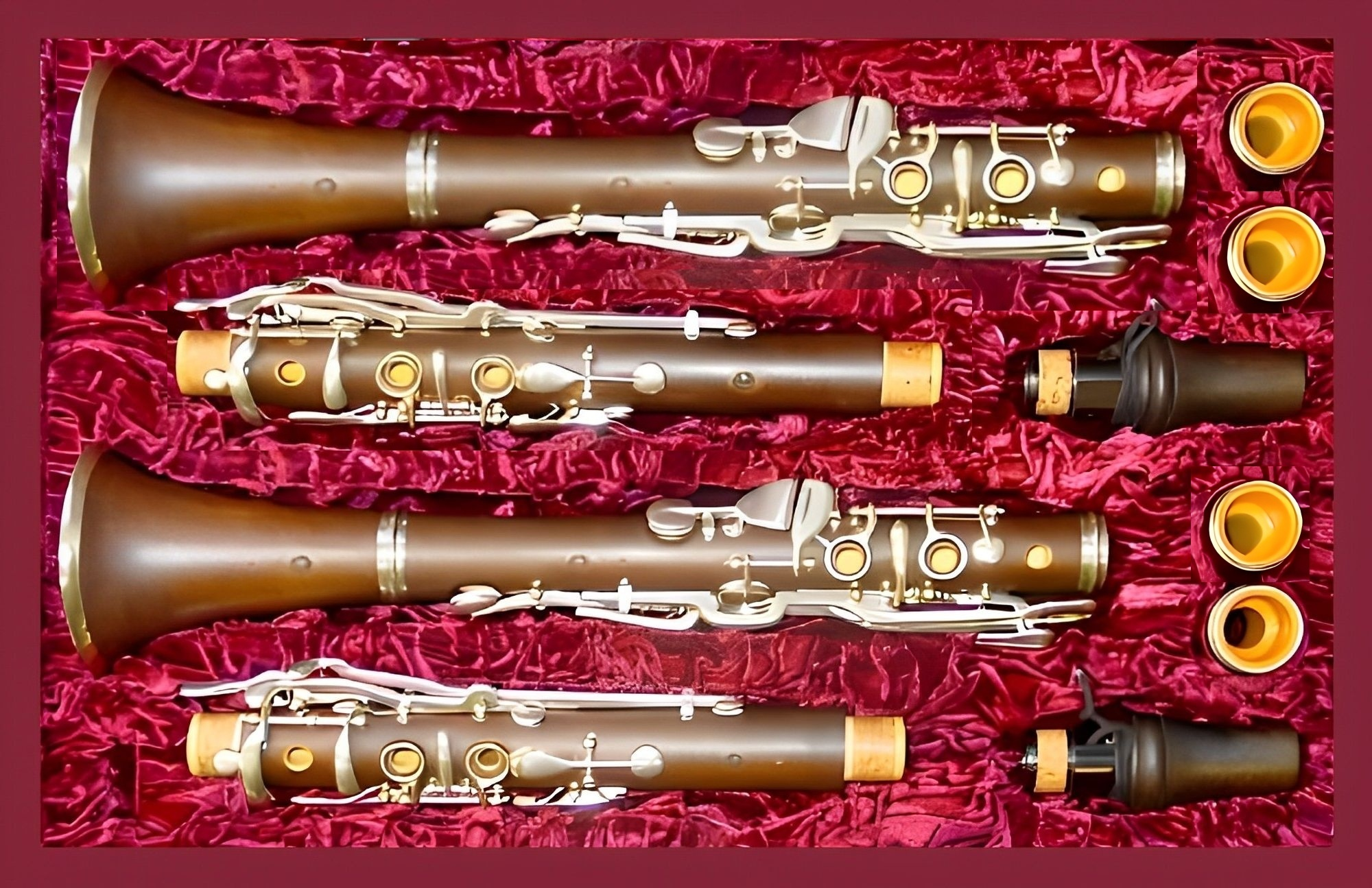
Juego de clarinetes Baermann-Ottenteiner, réplica de Andreas Schöni, Berna, de boj marrón

Carl Baermann   (Múnic, 24 d'octubre de 1811 - Múnic, 23 de maig de 1885), de nom complet Carl Ludwig Wilhelm Baermann, fou un compositor i virtuós alemany del clarinet i el corno di bassetto.

## Biografia
Baermann era fill del clarinetista Heinrich Joseph Baermann i de la cantant Helene Harlaß (1785-1818);tenia quatre germans. Helene Harlaß havia estat casada anteriorment amb el funcionari bavarès Joseph von Geiger. Carl Baermann es va casar amb Barbara Schmitz i van tenir vuit fills.
Baermann va ser format musicalment pel seu pare i va formar part de l'orquestra de la cort de Múnic des del 1825 com a aprenent i des del 1832, com a intèrpret de corno di bassetto.
Realitzà una gira per Europa amb el seu pare en 1827, 1832 i 1838. En 1833 van estrenar les Konzert Stückede Felix Mendelssohn, amb gran acollida. Les composicions de Carl Baermann, amb 88 números d'opus, eren populars entre els virtuosos del clarinet .
Va succeir el seu pare com a clarinetista solista el 1847.
Va desenvolupar la seva Vollständige Clarinettenschule ("Mètode complet per a clarinet") mentre ensenyava a la Königlichen Musikschule, que va aparèixer en cinc volums el 1867 a Offenbach. Amb el fabricant d'instruments Johann Georg Ottensteiner, va patentar un model de clarinet el 1860,que fou popular entre el clarinetista de Brahms Richard Mühlfeld.
El seu fill, Karl Baermann (1839–1913), va ser alumne de Peter Cornelius i Franz Lachner i amic de Franz Liszt. Va treballar com a professor de piano a l'Escola de Música de Múnic abans de traslladar-se a Bostonel 1881, on es va convertir en un pianista i professor d’èxit; Amy Beach, Lee Pattison, Frederick Converse, Dai Buell i George Copeland foren alguns dels seus estudiants.Va compondre diverses obres per a piano sol i amb orquestra, i un conjunt d’estudis, op.4.
El seu oncle Carl Baermann (1782-1842) fou fagotista a Potsdam.

## Composicions
- Concerto Militaire per a clarinet i orquestra, op. 6
- Fantaisie brillante per a clarinet i piano, op. 7
- Variations brillantes per a clarinet i piano, op. 8
- La nuit étoilée (Fantasia d'una nit estrellada) per a clarinet i piano,
- Duo Concertant per a dos clarinets i piano, op. 33
- Konzertstück, per a clarinet i piano / orquestra, op. 44
- Travestie per a clarinet i piano, op. 45
- Konzertstück No.1 per a clarinet i piano / orquestra, op. 49
- Vollständige Clarinett-Schule (Mètode complet per a clarinet) Op. 63 i 64

1. Històric i teòric (Op. 63)
2. Estudis preparatoris (Op. 63)
3. Estudis diaris (Op. 63)
4. Peces curtes (Op. 64)
5. Solos (Op. 64)